# شیرین معاضد
شیرین معاضد (فضیلت‌کلام) (۱۳۲۴ در کرمانشاه - اردیبهشت ۱۳۵۳ در تهران) معلم، چریک، فعال سیاسی و عضو سازمان چریک‌های فدایی خلق ایران بود.

## زندگی
شیرین معاضد در سال ۱۳۲۴ در کرمانشاه به دنیا آمد. پدرش هوشنگ معاضد در کرمانشاه روزنامه‌نگار و کارگردان تئاتر بود و یک گروه تئاتر به نام گروه تئاترال معاضد را تا سال ۱۳۳۲ اداره می‌کرد. جد پدری او اسماعیل‌خان معاضدالملک کارگزار و نمایندهٔ وزارت فرهنگ در کرمانشاه و نمایندهٔ این شهر در دورهٔ دوم مجلس شورای ملی بود، و به سبب تأسیس مدرسه‌ای دخترانه به نام مدرسهٔ معاضد در سبزه‌میدان این شهر توسط تندروان مذهبی ترور شده‌بود.
شیرین معاضد به همراه خانواده‌اش به تهران آمد و در این شهر به تحصیل پرداخت. وی پس از دریافت دیپلم وارد دانش‌سرای تربیت معلم شد و پس از پایان تحصیلاتش در دانش‌سرا، به عنوان معلم در مدارس جنوب شهر تهران به تدریس پرداخت. او در یک دبستان دخترانه در چهارراه «عباسی‌پایین» که عباسی خاکی نامیده می‌شد (خیابان شهید ابراهیمی کنونی) تدریس می‌کرد. شیرین معاضد در این دوران همزمان با معلمی، تحصیل در رشتهٔ جامعه‌شناسی را نیز آغاز می‌کند و از سال ۱۳۴۵ به دانشگاه می‌رود.

## فعالیت سیاسی
شیرین معاضد فعالیت سیاسی خود را به عنوان عضوی از سازمان چریک‌های فدایی خلق ایران احتمالاً از اسفند ۱۳۴۹ آغاز کرد و وارد مبارزهٔ مسلحانه علیه حکومت پهلوی شد. عباس فضیلت‌کلام پدر ناتنی شیرین معاضد که خود فعال سیاسی کمونیست و عضو حزب توده بود و بعداً به سازمان چریک‌های فدایی خلق پیوست، در رابطه با پیوستن شیرین به سازمان می‌نویسد:
«پس از جریان سیاهکل با پخش‌نامه‌هایی که شیرین به همراه خود آورد و به من نشان داد، دریافتم که او با سازمان همکاری دارد.»
با این حال گفته می‌شود که شیرین معاضد در سال ۱۳۴۶ برای گذراندن یک دورهٔ رزمی مخفیانه از ایران خارج شده است. عباس فضیلت‌کلام نوشته است:
«به همه بستگان گفت می‌خواهم برای یک دوره آموزش زبان به کشور فرانسه بروم، ولی به من گفت پدر من برای مطالعهٔ دیگری به بیرون از ایران می‌روم با گذرنامه دست‌کاری شده … این نکته تاکنون برای من ناشناخته مانده که چه سازمانی او را به بیرون از ایران فرستاد.»
در روز ۲ مرداد ماه سال ۱۳۵۱ خانهٔ تیمی چریک‌های فدایی خلق ایران مورد حمله نیروهای امنیتی حکومت پهلوی قرار گرفت. در این ماجرا محمد صفاری آشتیانی که قبلاً از پایگاه خارج شده‌بود در درگیری جان باخت، اما شیرین معاضد به همراه حمید اشرف -که هر دو از ناحیهٔ پا دچار جراحت شده‌بودند- با شکستن حلقهٔ محاصرهٔ ساواک موفق به فرار شدند. شیرین معاضد چگونگی این فرار را در گزارشی تحت عنوان فرار از محاصره خانه تیمی خیابان سلیمانیه ثبت کرده است.
چند روز پس از این ماجرا و کشته‌شدن صفاری آشتیانی، یکی دیگر از خانه‌های تیمی سازمان در فرح‌آباد ژاله مورد محاصره قرار گرفته و طی آن مهدی فضیلت‌کلام برادر ناتنی شیرین معاضد (فضیلت‌کلام) به همراه فرخ سپهری و فرامرز شریفی کشته می‌شوند. انوشه فضیلت‌کلام دیگر برادر ناتنی شیرین معاضد نیز در بهمن ۱۳۵۵ در درگیری مسلحانه با مأموران امنیتی حکومت پهلوی کشته می‌شود.
شیرین معاضد در بخش انتشارات سازمان چریک‌های فدایی خلق ایران نیز فعالیت داشت و همچنین به همراه مرضیه احمدی اسکویی، مسوولیت محفلی در آذربایجان را نیز عهده‌دار بود که به جز این دو یوسف کیشی‌زاده و فرزاد کریمی نیز در آن عضویت داشتند.

## دستگیری و مرگ
در بهار ۱۳۵۳ دو تن از اعضای فعال چریک‌های فدایی به نام‌های ابراهیم محجوبی نمین و بهجت محجوبی نمین دستگیر شدند و قرار مهمی که اینان در تاریخ ۶ اردیبهشت ۱۳۵۳ با شیرین معاضد (فضیلت کلام) و مرضیه احمدی اسکویی که دو عضو شاخص دیگر سازمان بودند لو رفت. مأمورین امنیتی حکومت پهلوی تصمیم گرفتند به جای بازداشت، آنان را تا خانه تیمی و مقر اصلی‌شان تعقیب نمایند. در حالی که ساواک تدارک وسیعی برای یورش به خانهٔ تیمی چریک‌ها دیده‌بود، تعقیب از خیابان حافظ آغاز شد و در طول خیابان شاهرضا (انقلاب کنونی) به سمت میدان شهناز (فوزیه، امام حسین کنونی) ادامه یافت.
در همین حین، اعضای گروه مارکسیست منشعب از سازمان مجاهدین خلق ایران که تحت رهبری تقی شهرام فعالیت می‌کرد، از طریق دستگاه‌ها و رادیوهای خود متوجه این تعقیب شده و به‌سرعت موضوع را به چریک‌های فدایی اطلاع داده‌بود. حمید اشرف شخصاً به صحنه رفت و از درون یک وانت بار، علامت لازم را به منظور هشدار به شیرین معاضد و مرضیه احمدی اسکویی ارسال کرد. این دو که متوجه اوضاع شده بودند، در حوالی میدان شهناز از یکدیگر جدا شدند. مرضیه احمدی اسکویی از طریق خیابان شهباز و میدان ژاله (شهدای کنونی) به سمت سه‌راه امین حضور و خیابان ری تغییر مسیر داد و در حوالی میدان شاه (قیام کنونی) مورد یورش مأموران ساواک قرار گرفت و با استفاده از کپسول سیانور جان داد.
شیرین معاضد نیز جلوی مسجد امام حسین مورد حملهٔ مأموران قرار گفت و در همان محل میدان شهناز با خوردن کپسول سیانور دست به خودکشی زد. در مورد مرگ او دو روایت در دست است. عده‌ای مرگ او را در همان مکان قطعی قلمداد می‌کنند، اما عده‌ای دیگر معتقدند که او زنده به دست ساواک افتاده و ساواک با تجربه از گذشته وی را به بیمارستان برده و پس از شستشوی معده و کارهای پزشکی زنده نگاه داشته است و او بعداً در زیر شکنجهٔ ساواک کشته شده است.

### تاریخ و محل دفن
بنا بر نوشتهٔ روزنامه اطلاعات، شماره ۱۵۸۶۳، مورخ ۲۹ اسفند ۱۳۵۷ خورشیدی در صفحهٔ ۵ در مورد تاریخ و محل دفن شیرین معاضد و مرضیه احمدی اسکویی، تاریخ دفن این دو ۱۱ اردیبهشت ۱۳۵۳ خورشیدی و محل آن قطعه ۳۳ گورستان بهشت زهرا، ردیف ۹۰ شماره ۲۵ و ۲۶ نوشته شده است.

## آثار
- فرار از محاصره خانه تیمی خیابان سلیمانیه، در پاره‌ای از تجربیات جنگ چریک شهری در ایران، انتشارات سازمان چریک‌های فدائی خلق، چاپ یکم: ۱۳۵۱.[۴]